# Bo Fridman
Bo A Fridman, född 31 juli 1929 i Norrköping, död 2007 i Västerled, var en svensk ekonom och auktoriserad revisor.
Fridman anställdes vid Bohlins Revisionsbyrå (föregångare till KPMG Bohlins) 1950. Efter att ha inlett studier vid Handelshögskolan i Stockholm, fortsatte han sitt arbete vid revisionsbyråns Stockholmskontor och blev auktoriserad revisor. Han var verkställande direktör för företaget 1977-1981 och styrelseledamot där fram till sin pensionering 1994. 
Parallellt med arbetet som revisor verkade Fridman som forskare och lektor. Han var adjungerad professor i redovisning 1985-1995 vid Handelshögskolan i Stockholm.